# Danh sách Tổng thống Myanmar
Danh sách Tổng thống của Myanmar (tên gọi trước đây Miến Điện) độc lập từ năm 1948.
Phần thứ hai liệt kê các Chủ tịch của Đảng Cương lĩnh xã hội chủ nghĩa Miến Điện (BSPP) trong 1962-1988, sở hữu toàn quyền kiểm soát đất nước và do đó trên thực tế đại diện cho quyền hành pháp.

## Tổng thống Miến Điện/Myanmar (1948–nay)
(Ngày in nghiêng cho thấy sự tiếp tục thực tế của chức vụ)
| Liên bang Miến Điện (1948–1974)                            | Liên bang Miến Điện (1948–1974)     | Liên bang Miến Điện (1948–1974)       | Liên bang Miến Điện (1948–1974) | Liên bang Miến Điện (1948–1974) | Liên bang Miến Điện (1948–1974) | Liên bang Miến Điện (1948–1974)                      |                     |
| STT                                                        | Tên (Sinh–Mất)                      | Chân dung                             | Bổ nhiệm                        | Bãi nhiệm                       | Thời gian đảm nhiệm             | Chính đảng                                           |                     |
| ---------------------------------------------------------- | ----------------------------------- | ------------------------------------- | ------------------------------- | ------------------------------- | ------------------------------- | ---------------------------------------------------- | ------------------- |
| Tổng thống Liên bang                                       |                                     |                                       |                                 |                                 |                                 |                                                      |                     |
| 1                                                          | Sao Shwe Thaik (1895–1962)          |                                       | 4/1/1948                        | 16/3/1952                       | 4 năm, 72 ngày                  | Liên đoàn tự do nhân dân chống phát xít              |                     |
| 2                                                          | Ba U (1887–1963)                    |                                       | 16/3/1952                       | 13/3/1957                       | 4 năm, 362 ngày                 | Liên đoàn tự do nhân dân chống phát xít              |                     |
| 3                                                          | Win Maung (1916–1989)               |                                       | 13/3/1957                       | 2/3/1962                        | 4 năm, 354 ngày                 | Liên đoàn tự do nhân dân chống phát xít              |                     |
| Chủ tịch Hội đồng Cách mạng Liên bang                      |                                     |                                       |                                 |                                 |                                 |                                                      |                     |
| —                                                          | Ne Win (1911–2002)                  |                                       | 2/3/1962                        | 2/3/1974                        | 12 năm, 0 ngày                  | Quân sự / Đảng Cương lĩnh Xã hội chủ nghĩa Miến Điện |                     |
| Liên bang Cộng hòa xã hội chủ nghĩa Miến Điện (1974–1988)  |                                     |                                       |                                 |                                 |                                 |                                                      |                     |
| Tổng thống Cộng hoà                                        |                                     |                                       |                                 |                                 |                                 |                                                      |                     |
| 4                                                          | Ne Win (1911–2002)                  | Tập tin:President Ne Win Portrait.JPG | 2/3/1974                        | 9/11/1981                       | 7 năm, 252 ngày                 | Đảng Cương lĩnh Xã hội chủ nghĩa Miến Điện           |                     |
| 5                                                          | San Yu (1918–1996)                  |                                       | 9/11/1981                       | 27/7/1988                       | 6 năm, 261 ngày                 | Đảng Cương lĩnh Xã hội chủ nghĩa Miến Điện           |                     |
| 6                                                          | Sein Lwin (1923–2004)               |                                       | 27/7/1988                       | 12/8/1988                       | 16 ngày                         | Đảng Cương lĩnh Xã hội chủ nghĩa Miến Điện           |                     |
| —                                                          | Aye Ko (1921–2006) Quyền Tổng thống |                                       | 12/8/1988                       | 19/8/1988                       | 7 ngày                          | Đảng Cương lĩnh Xã hội chủ nghĩa Miến Điện           |                     |
| 7                                                          | Maung Maung (1925–1994)             |                                       | 19/8/1988                       | 18/9/1988                       | 30 ngày                         | Đảng Cương lĩnh Xã hội chủ nghĩa Miến Điện           |                     |
| Liên bang Miến Điện/Myanmar (1988–2011)                    |                                     |                                       |                                 |                                 |                                 |                                                      |                     |
| Chủ tịch Hội đồng Khôi phục Trật tự và Luật pháp Liên bang |                                     |                                       |                                 |                                 |                                 |                                                      |                     |
| —                                                          | Saw Maung (1928–1997)               |                                       | 18/9/1988                       | 23/4/1992                       | 3 năm, 218 ngày                 | Quân sự                                              |                     |
| Than Shwe (1933–)                                          |                                     | 23/4/1992                             | 15/11/1997                      | 5 năm, 206 ngày                 | Quân sự                         |                                                      |                     |
| Chủ tịch Hội đồng Hòa bình và Phát triển Liên bang         |                                     |                                       |                                 |                                 |                                 |                                                      |                     |
| Than Shwe (1933–)                                          |                                     | 15/11/1997                            | 30/3/2011                       | 13 năm, 135 ngày                | Quân sự                         |                                                      |                     |
| Cộng hòa Liên bang Myanmar (2011–nay)                      |                                     |                                       |                                 |                                 |                                 |                                                      |                     |
| Tổng thống Cộng hòa                                        |                                     |                                       |                                 |                                 |                                 |                                                      |                     |
| 8                                                          | Thein Sein (1945–)                  |                                       | 30/3/2011                       | 30/3/2016                       | 5 năm, 0 ngày                   | Đảng Liên minh Đoàn kết và Phát triển                |                     |
| 9                                                          | Htin Kyaw (1946–)                   |                                       | 30/3/2016                       | 21/3/2018                       | 1 năm, 356 ngày                 | Đảng Liên minh Quốc gia vì Dân chủ                   |                     |
| —                                                          | Myint Swe (1951–) Quyền Tổng thống  |                                       | 21/3/2018                       | 30/3/2018                       | 9 ngày                          | Đảng Liên minh Đoàn kết và Phát triển                |                     |
| 10                                                         | Win Myint (1951–)                   |                                       | 30/3/2018                       | 1/2/2021                        | 2 năm, 308 ngày                 | Đảng Liên minh Quốc gia vì Dân chủ                   |                     |
| —                                                          | Myint Swe (1951–) Quyền Tổng thống  |                                       | 1/2/2021                        | 22/7/2024                       | 4 năm, 43 ngày                  | Đảng Liên minh Đoàn kết và Phát triển                |                     |
| —                                                          | Min AungHlaing(1956-) Tổng Thống    |                                       | 22/7/2024                       | Đương Nhiệm                     |                                 | Quân Sự                                              | Tổng thống lâm thời |

## Chủ tịch Đảng Cương lĩnh Xã hội chủ nghĩa Miến Điện (1962–1988)
| STT | STT | Tên (Sinh–Mất)          | Chân dung                             | Bổ nhiệm  | Bãi nhiệm | Thời gian đảm nhiệm | Ghi chú                                                                                                |
| --- | --- | ----------------------- | ------------------------------------- | --------- | --------- | ------------------- | --- |
|     | 1   | Ne Win (1911–2002)      | Tập tin:President Ne Win Portrait.JPG | 4/7/1962  | 23/7/1988 | 26 năm, 19 ngày     | Là Chủ tịch Hội đồng Cách mạng Liên bang (1962–1974), Thủ tướng (1962–1974) và Tổng thống (1974–1981). |
|     | 2   | Sein Lwin (1923–2004)   |                                       | 26/7/1988 | 12/8/1988 | 17 ngày             | Tổng thống (1988).                                                                                     |
|     | 3   | Maung Maung (1925–1994) |                                       | 19/8/1988 | 18/9/1988 | 30 ngày             | Tổng thống (1988).                                                                                     |

## Liên kết khác
- World Statesmen – Myanmar (Burma)
- Myanmar (Burmese) New Government Cabinet